# Andaman Środkowy
Andaman Środkowy – centralna i największa wyspa archipelagu Andamany leżącego we wschodniej części Oceanu Indyjskiego. Wraz z wyspami Andaman Północny i Andaman Południowy oraz wieloma mniejszymi tworzy archipelag Wielki Andaman. Wchodzi w skład indyjskiego terytorium związkowego Andamany i Nikobary.
Wyspa zajmuje powierzchnię 1536 km², osiąga wysokość do 515 m. Główne miejscowości to Karen i Yadita.